# حیدربابایه سلام
حیدربابایا سالام یا حیدربابایه سلام (به فارسی: سلام بر حیدربابا) که اغلب به صورت کوتاه «حیدربابا» خوانده می‌شود، نام منظومه‌ای از محمدحسین شهریار است که به ترکی آذربایجانی سروده شده‌است.

شهریار در این اثر از دوران کودکی خود در خشکناب، که در پای کوهی به نام حیدربابا قرار دارد یاد می‌کند. او کوه کوچک حیدربابا را خطاب قرار داده و توصیف گیرائی از طبیعت و مردمان آن سامان به دست می‌دهد و گاه احساس خود از اوضاع گذشته و حال را با زبانی ساده و بی‌تکلف و نزدیک به زبان عامهٔ مردم بیان می‌کند.

## ساختار
این اثر در ۱۲۱ بند نوشته شده‌است که ۷۶ بند آن متعلق به قسمت نخست می‌باشد.
حیدربابا گؤیلر بوْتوْن دوماندی
گونلریمیز بیر-بیریندن یاماندی
بیر-بیروْزدن آیریلمایون، آماندی
یاخشیلیغی الیمیزدن آلیبلار
یاخشی بیزی یامان گوْنه سالیبلار
حیدربابا تمام جهان، غم گرفته‌است
وین روزگارِ ما همه ماتم گرفته‌است
ای بد، کسی که که دست کسان کم گرفته‌است
نیکی برفت و در وطنِ غیر لانه کرد
بد در رسید و در دل ما آشیانه کرد

### وزن
وزن این اشعار برخلاف اکثر اشعار کلاسیک ترکی آذربایجانی که عروضی هستند، بر اساس وزن هجایی است به این ترتیب که مصرع‌ها از سه قسمت «چهار، چهار، سه» هجایی تشکیل شده‌است برای نمونه:
حیدر بابا ایلدریملار شاخاندا
حی در با با _ ایل د ریم لار _ شا خان دا

## ترجمه به زبان‌های دیگر
این اثر به زبان‌های مختلف چه به صورت نظم و چه به صورت نثر ترجمه شده‌است.
نمونه‌ای از ترجمه نظم به فارسی اثر کریم مشروطه چی (سونمز):
| حیدر بابا به گاه چکاچک رعد و برق  |  | کامواج سیل غرد و کوبد به صخره فرق |
| صف بسته دختران، به تماشا شوند غرق |  | از من درود بر شرف و دودمانتان     |
| باشد که نام من گذرد بر زبانتان    |  |                                   |

نمونه ای از ترجمهٔ بهروز ثروتیان به زبان فارسی:
| حیدربابا چو ابر شَخَد، غُرّد آسمان    |  | سیلابهای تُند و خروشان شود روان |
| صف بسته دختران به تماشایش آن زمان |  | بر شوکت و تبارِ تو بادا سلام من |
| گاهی رَوَد مگر به زبانِ تو نامِ من    |  |                                |